# Chalcolepidinus albopilosus
Chalcolepidinus albopilosus is een keversoort uit de familie kniptorren (Elateridae). De wetenschappelijke naam van de soort is voor het eerst geldig gepubliceerd in 1941 door Pjatakowa.